# 三郷駅 (愛知県)
三郷駅（さんごうえき）は、愛知県尾張旭市三郷町栄にある、名鉄瀬戸線の駅である。駅番号はST16。愛知県森林公園の最寄り駅である。

## 歴史
- 1905年（明治38年） - 4月2日 開業。
- 1962年（昭和37年）度 - 貨物営業廃止[2]。
- 1984年（昭和59年）3月24日 - 駅舎改築[3]。
- 1996年（平成8年） - ダイヤ改正により始発列車の大半が隣の尾張旭駅に移行。当駅からは朝3本のみになる。
- 2001年（平成13年）10月4日 - 栄町方面ホームに南改札口開業。
- 2006年（平成18年）12月8日 - 尾張瀬戸方面ホームに東改札口開業。
- 2006年（平成18年）12月16日 - トランパス導入。
- 2011年（平成23年）2月11日 - manaca導入。
- 2012年（平成24年）2月29日 - トランパス供用終了。
- 2020年（令和2年）3月26日 - 簡易型自動放送導入、LED案内表示器稼働開始。

## 駅構造
相対式2面2線ホームを持つ地上駅。かつては尾張瀬戸寄りに片渡り線があったが、現在は撤去されている。平日朝に多数の始発列車があったが、隣の尾張旭駅の改築により大半が同駅始発に変更となった。このため当駅始発列車の本数は大幅に減少し、数本を残すのみとなった。現在の当駅始発列車は全て尾張瀬戸から回送で運転される。
改札口は3つあり、瀬戸線で最も多く改札口を有する。『北改札口』は、2階建ての駅舎と跨線橋を有する従来の改札口で、終日駅員が常駐している。2階に改札口があるが、階段しかないため、バリアフリーには対応していない。東改札口の開設に伴って自動改札機が減らされ、現在は1通路のみの設置となっている。『南改札口』は、2001年（平成13年）に新設された栄町方面ホームにダイレクトにつながる改札口。段差が無いため、多くの乗客が利用している。この改札口は終日無人のため、自動精算機が設置されている。なお、非磁気化券（記念乗車券等）の場合はインターホンで、北改札口または大曽根駅の駅員に申し出て、切符を確認カメラへ提示することで改札口のゲートを開いてもらえる。
南改札口は当初、精算機が備えられていなかったため、精算が必要な場合は北改札口に回らなければいけなかった。しかし2006年（平成18年）11月に自動精算機が設置された。
『東改札口』は、バリアフリー対応化に伴い、2006年（平成18年）12月8日に新設された尾張瀬戸方面ホームにダイレクトにつながる改札口。南改札口と同じく終日無人のため、自動精算機とインターホンが設置されている。
| 番線 | 路線      | 方向 | 行先         |
| ---- | --------- | ---- | ------------ |
| 1    | ST 瀬戸線 | 下り | 尾張瀬戸ゆき |
| 2    | ST 瀬戸線 | 上り | 栄町ゆき     |

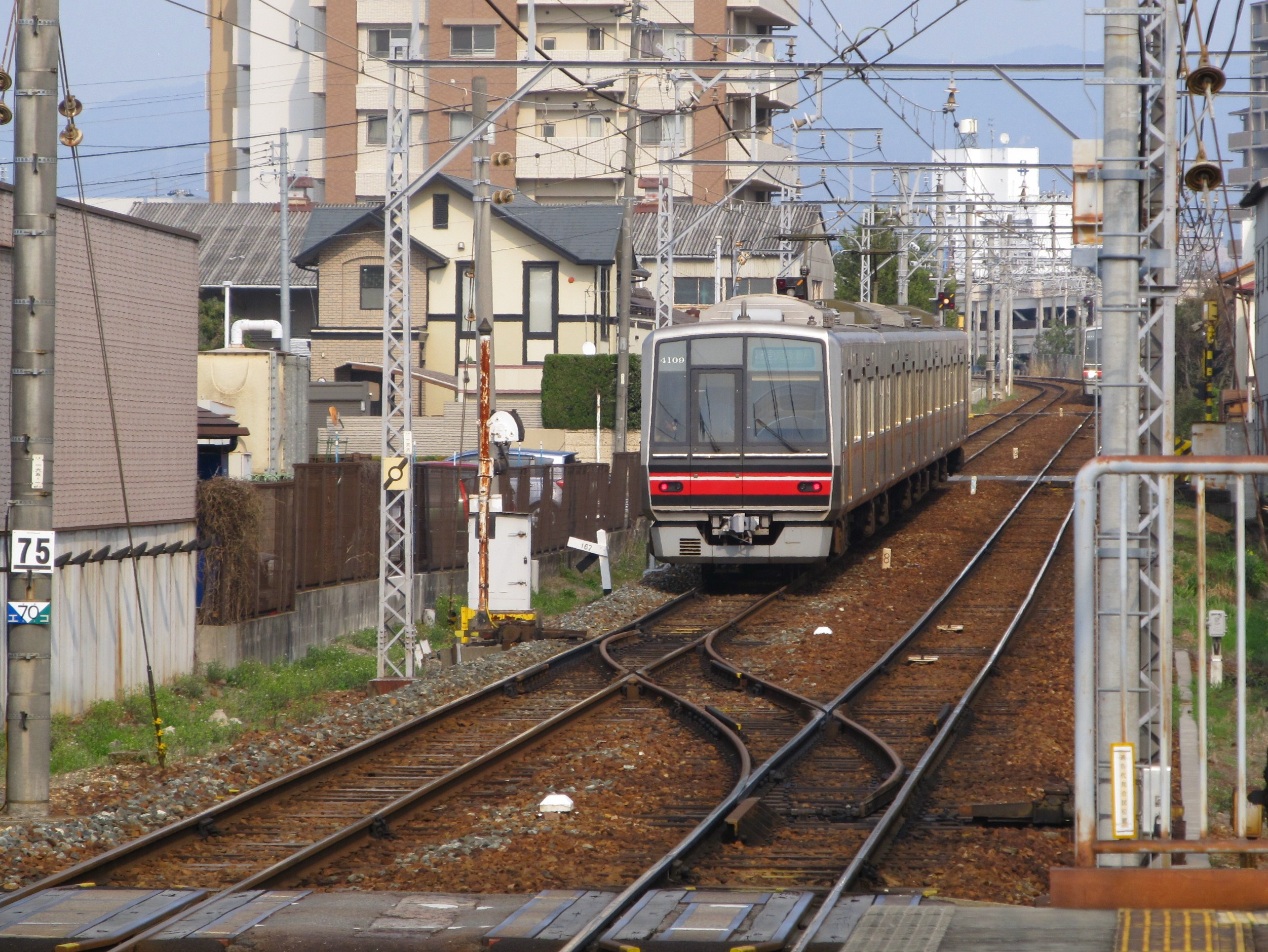
撤去前の片渡り線
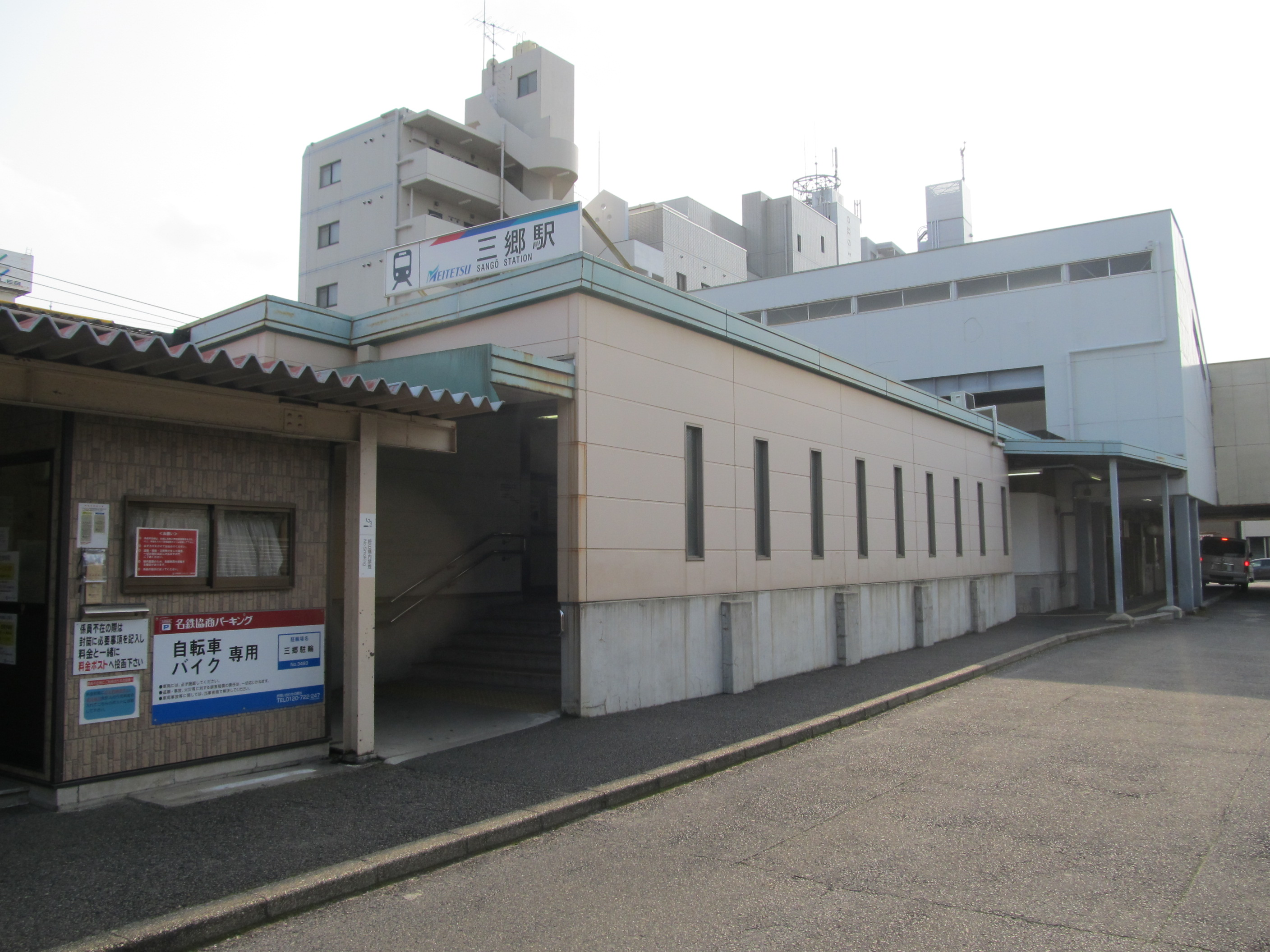
東口
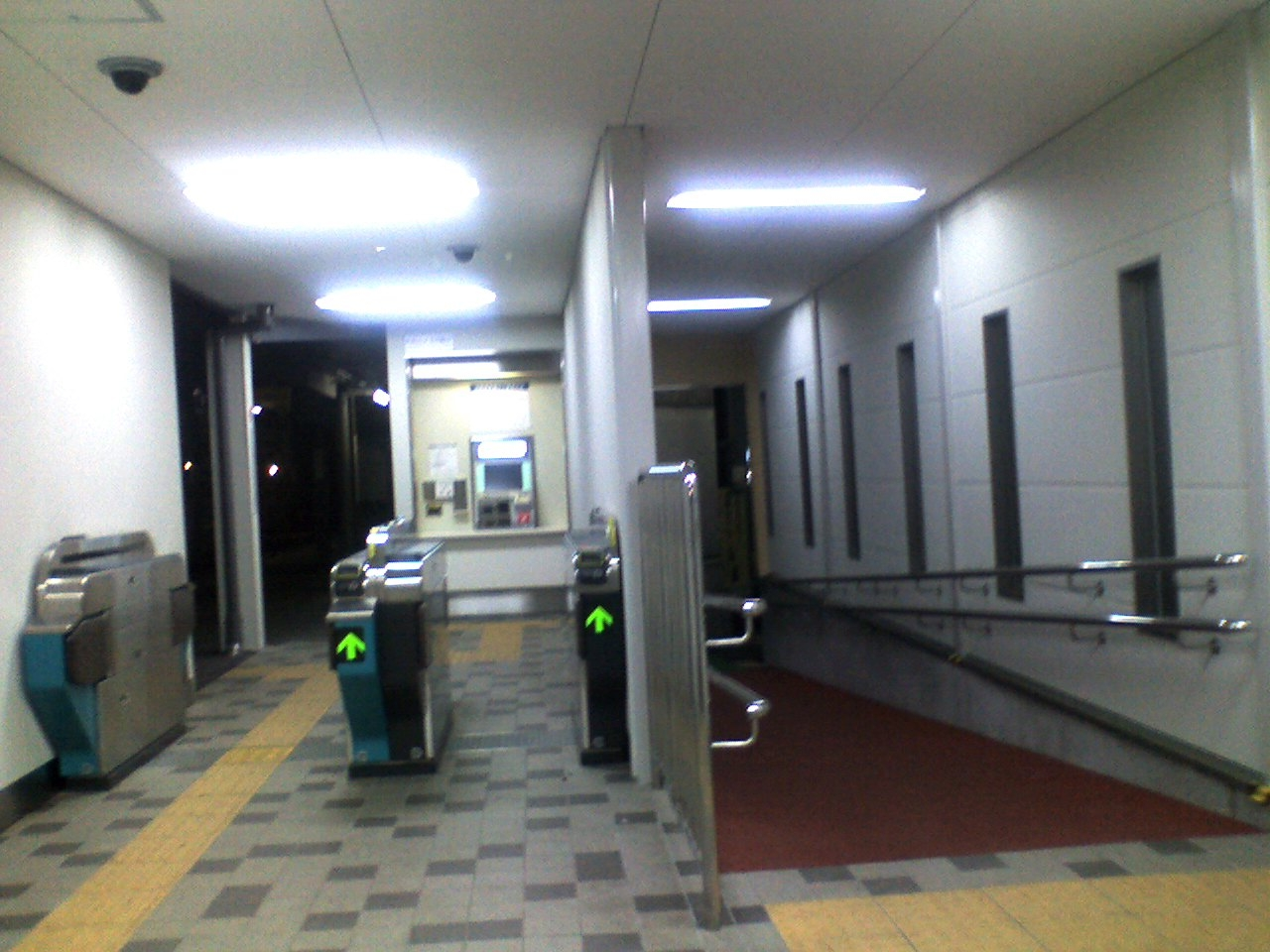
東改札口
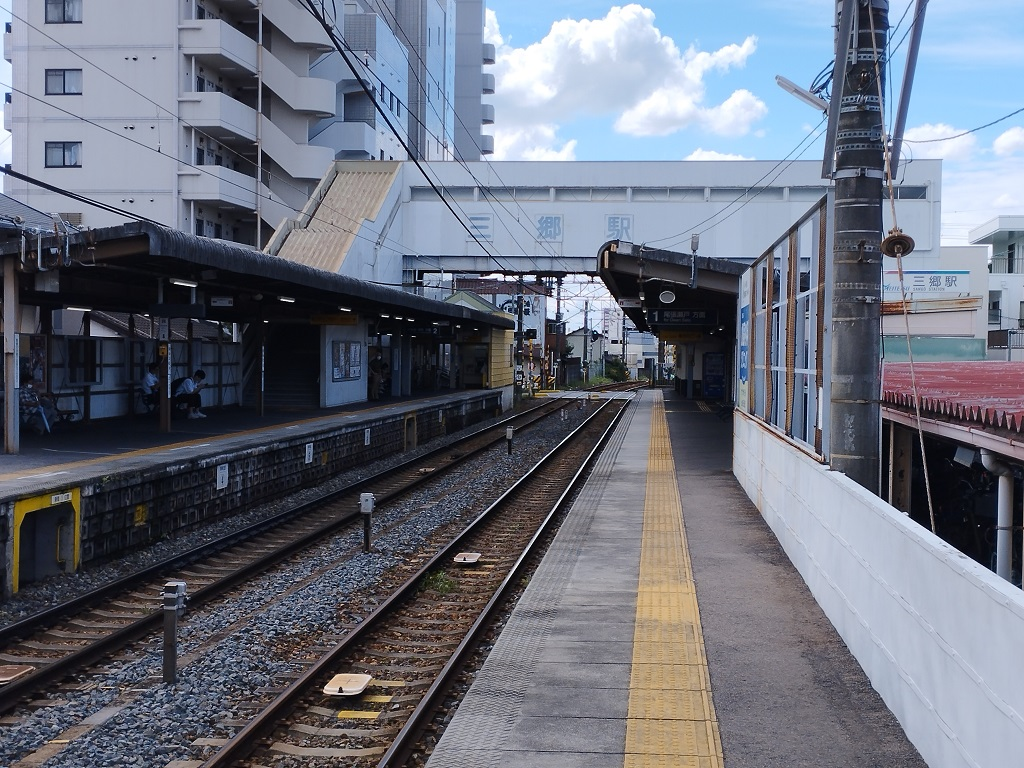
ホーム
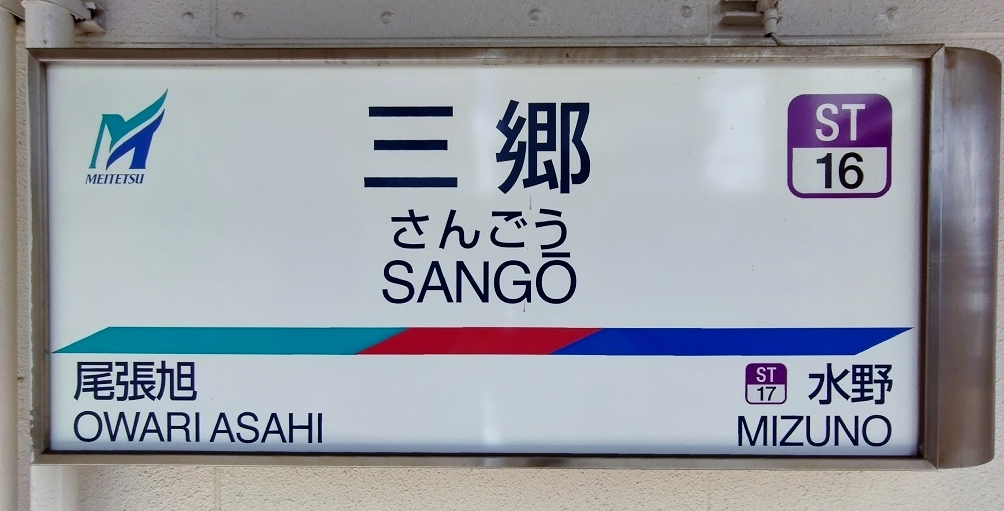
駅名標

| ← 尾張瀬戸方面 | 三郷駅 構内配線略図 | → 大曽根・ 栄町方面 |
| 凡例 出典:     |                     |                     |

## 利用状況
- 『名鉄120年：近20年のあゆみ』によると2013年度当時の1日平均乗降人員は9,748人であり、この値は名鉄全駅（275駅）中41位、瀬戸線（20駅）中6位であった[7]。

- 『名古屋鉄道百年史』によると1992年度当時の1日平均乗降人員は10,646人であり、この値は岐阜市内線均一運賃区間内各駅（岐阜市内線・田神線・美濃町線徹明町駅 - 琴塚駅間）を除く名鉄全駅（342駅）中39位、瀬戸線（19駅）中7位であった[8]。

- 「尾張旭市の統計」、「移動等円滑化取組報告書」によると、当駅の一日平均乗降人員は以下の通り推移している[9][10]。

| 年度   | 1日平均 乗降人員 |
| ------ | ---------------- |
| 2003年 | 9,708            |
| 2004年 | 9,715            |
| 2005年 | 9,808            |
| 2006年 | 9,574            |
| 2007年 | 9,674            |
| 2008年 | 9,914            |
| 2009年 | 9,605            |
| 2010年 | 9,636            |
| 2011年 | 9,563            |
| 2012年 | 9,525            |
| 2013年 | 9,748            |
| 2014年 | 9,711            |
| 2015年 | 10,003           |
| 2016年 | 9,851            |
| 2017年 | 10,012           |
| 2018年 | 10,038           |
| 2019年 | 9,896            |
| 2020年 | 7,854            |

※ 尾張旭市内で最も乗降客数が多い。

## 駅周辺
駅前広場は存在しない。駅南側は再開発の予定。

### 主な施設
- 尾張旭市立東栄小学校
- 尾張旭市立東中学校
- KEIZ 尾張旭店（旧・ユニー尾張旭店）
- CiiNA CiiNA 尾張旭
  - 2025年1月19日閉店のイトーヨーカドー尾張旭店を承継し、2025年2月20日に開業。
  - ロピア 尾張旭
- カネスエ 中井田店
- パナソニックエコソリューションズ電路 瀬戸工場
- FEEL 三郷店
- 矢田川
- バロー 瀬戸西店
  - ニトリ 瀬戸店
- ことぶきの湯
- 愛知県森林公園へは愛知県道75号春日井長久手線を春日井方面（北方向）へ向かい徒歩で約25分。
- 森林公園通り（愛知県道75号春日井長久手線）
- 瀬戸街道（愛知県道61号名古屋瀬戸線）

※ 当駅は瀬戸市との境界近くに位置する。

### 路線バス
- あさぴー号東ルート「三郷駅北」停留所

※ かつては名鉄バス尾張旭市内線が三郷駅前も経由し、藤が丘駅と森林公園ゴルフ場を結んでいた。

## 隣の駅
名古屋鉄道
ST 瀬戸線
■急行・■準急・■普通
尾張旭駅（ST15） - 三郷駅（ST16） - 水野駅（ST17）